# Los Artistas de la Viñeta
Los Artistas de la Viñeta (La Radiohistorieta) fue un programa semanal de radio que se emitió en la emisora de Madrid Radio Las Águilas, desde marzo de 1986 hasta junio de 1992.
Dirigido, escrito y presentado por Alberto de Hoyos y Javier Herráiz. También participó como tercer componente Alfonso Segovia Otero.
De corte humorístico e informativo, su temática giraba en torno al cómic o historieta, recuperando, además, formatos radiofónicos clásicos como el radioteatro o la radionovela.
Incluía muchas secciones: informativos, seriales, radiohistorietas, entrevistas a autores de cómic, entrevistas callejeras, reportajes, concursos, llamadas de oyentes, etc.
Tuvo varios eslóganes, como «Una cruzada por la historieta», «La radio en colores», «Cuando la radio se viste de historieta» o «La Radiohistorieta», entre otros.

## Historia
Javier Herráiz y Alberto de Hoyos se conocieron en el instituto por su común afición, desde niños, a leer y dibujar sus propias historietas. En pleno auge de las emisoras de radio libres o piratas, Javier propuso a su compañero Alberto realizar un programa de radio que tratase temas relacionados con el cómic. En enero de 1986, grabaron una maqueta de lo que sería el embrión del programa, incluyendo ya, informativos y radioteatro. En marzo de 1986, con el nombre de Los Artistas de la Viñeta, se emitió en Radio Las Águilas de Madrid,el primer programa semanal, escrito, dirigido y presentado por Alberto de Hoyos y Javier Herráiz.
En 1988, Alfonso Segovia Otero, un común compañero de la Facultad de Bellas Artes de Madrid, también aficionado y dibujante de cómic, se incorporó al programa. Después de dos años como tercer componente de Los Artistas de la Viñeta, Alfonso terminó su colaboración el 30 de noviembre de 1990 (desde el programa 100 al programa 168), incorporándose a La Parada de los Monstruos en la emisora Onda Verde.
A lo largo del tiempo, el programa fue madurando y sumando nuevas y variadas secciones. Fueron reseñados en diferentes medios de comunicación: diario El Mundo (Metrópoli, suplemento de ocio del 5 de abril de 1991); y entrevistados en otras emisoras: Onda Madrid (Dime con quién andas, magazine vespertino del 5 de marzo de 1991) o Radio Nacional de España RNE1 (agosto de 1993). 
Por los estudios, en directo o grabados, pasaron grandes y noveles autores del cómic español, como por ejemplo Manuel by Vázquez, Mauro Entrialgo, Max, Mique Beltrán, Javier Olivares… o críticos como Jesús Cuadrado; y la grabadora del programa recorrió los salones y certámenes más populares del cómic nacional. 
El 26 de junio de 1992 se emitió el último, el número 227.
A partir de entonces, Javier Herráiz inició su faceta de productor y dibujante de fanzines de cómic, Paté de Marrano y Cretino, además de trabajar como profesor en la Universidad Popular de Alcorcón. Alberto de Hoyos, tras terminar un master de radio en Radio Nacional en 1993, comenzó a trabajar como ilustrador profesional, con su seudónimo Albertoyos. Alfonso Segovia se dedicó a los dibujos animados y, actualmente, es autor de un blog que trata la historia de la historieta.